# IECSA
IECSA S.A fue una empresa privada de la República Argentina, fundada el 11 de octubre de 1977 por Franco Macri como parte del holding controlado por la Familia Macri. La empresa se orientó principalmente al montaje de obras electromecánicas.

## Reseña biográfica
En 1977 se funda Iecsa como empresa controlada por el holding de la Familia Macri, en sociedad con un grupo de empresas constructoras. Fue una de las empresas principales de la llamada "patria contratista", relacionada desde la última dictadura militar (1976-1983) con la cartelización de la obra pública. 
En la década de 1990 Iecsa acompañó el proceso de privatizaciones generalizado, llevado adelante por el presidente Carlos Menem, y cambió radicalmente su ámbito de negocios, para convertirse en uno de las principales contratistas de obras de las empresas privatizadas.Las empresas ligadas a la Sociedad Macri  tuvieron un rol y un crecimiento destacado durante el autodenominado "Proceso de Reorganización Nacional", entre los años 1976 y 1983.  En 1976 disponían de siete empresas; al terminar la dictadura la cantidad había aumentado a 47. En un estudio realizado por los economistas Eduardo Basualdo, Manuel Acevedo y Miguel Khavise, en 1984, señala “que poseyendo 7 empresas en 1973 han alcanzado a 47 al fin de la dictadura… Las más relevantes son Sevel Argentina (automotriz), Sideco Americana (construcciones), Socma Corp (financiera), Manliba (recolección de residuos), Itron (electrónica), Solvencia de Seguros (aseguradora), Prourban (inmobiliaria), Iecsa (instalaciones mecánicas), Perfomar (perforación petrolera).
A partir de 2003, Iecsa decidió relanzar su actividad como empresa constructora, para participar en las licitaciones de obras públicas, En el 2013, la Procuraduría de Criminalidad Económica y Lavado de Activos (Procelac) inició una causa contra la empresa y su dueño por lavado de activos por 107 millones de pesos. En 2014 fue imputado por un fiscal federal en una causa que investiga supuestas maniobras de lavado de dinero en la compra del Banco de Servicios y Transacciones, a raíz de una denuncia de la Procelac. El fiscal Patricio Evers dictaminó a favor de impulsar la investigación que quedó a cargo del juez federal Ariel Lijo, Midlin quedó bajó el ROS (reportes de operaciones sospechosas) entregados por el Banco Central a la Unidad de Información Financiera sobre transacciones sospechosas entre 2009 y 2010.<
```
SA.
[
1
]
```

En 2007 Mauricio Macri transfirió la empresa a su primo Ángelo Calcaterra, quien formó con la misma un grupo empresarial llamado ODS, junto con Odebrecht de Brasil. El Grupo ODS (Obras, desarrollos y servicios)  En 2016 IECSA, de Ángelo Calcaterra, sumada a Oderbretch, investigada en el escándalo Petrobras junto con Iecsa, fueron adjudicadas para las obras del soterrramiento del FFCC Sarmiento. La compañía formaba parte del grupo Socma hasta que Francisco Macri se la vendió a su sobrino en una transacción que se anunció a mediados de 2007 en simultáneo con el lanzamiento de la candidatura a jefe de Gobierno de Mauricio Macri. según el diario La Nación el soterramiento se haría con participación de la firma la brasileña Odebrecht y la local IECSA, de Ángelo Calcaterra, primo de Mauricio Macri, tiene prevista una inversión de $ 45.000 millones, con $ 300 millones este año, $ 8.940 millones cada año en 2017 y 2018 y $ 28.820 en años siguientes. Un año después el juez federal Sebastián Ramos abrió camino a la investigación a raíz de una denuncia que hicieron los fiscales por la modificación de las condiciones de la adjudicación del soterramiento del ferrocarril para beneficiar a la empresa Iecsa. Semanas después sumo una nueva denuncia judicial por el delito de evasión tributaria por no pagar aportes por 8 millones de pesos de IECSA, por incumplir con el depósito en tiempo y forma de los aportes retenidos a los empleados. Durante la investigación realizada por la UFISES, se comprobó que la empresa de propiedad de Ángelo Calcaterra, primo de Macri, se apropió indebidamente de los montos que había descontado de los sueldos de los empleados durante los meses de diciembre de 2015 y marzo del 2016.
El 11 de noviembre de 2015 la Auditoría General de la Ciudad, presentó una denuncia ante la Fiscalía Nacional de Investigaciones Administrativas, en la que apunta contra el accionar de Horacio Rodríguez Larreta, Guillermo Dietrich, Franco Moccia (ministro de Transporte de la Ciudad) y Carlos María Frugoni (presidente de AUSA, el organismo que ejecutó el proyecto) por beneficiar a IECSA durante la licitación del Paseo del Bajo. El paseo generó denuncias por corrupción y de direccionamiento de la obra por parte del Jefe de Gobierno Horacio Rodríguez Larreta a favor de una empresa propiedad del un primo del Presidente Mauricio Macri como lo denunció la Auditoría General de la Ciudad. La Auditora denunció que el proceso licitatorio fue defectuoso, irregular y corrupto en favor de IECSA, la empresa del primo de Mauricio Macri, Ángelo Calcaterra, para adjudicarle los tramos más caros de la construcción del Paseo del Bajo. Esta maniobra tenía según la denuncia judicial un único fin: garantizar a la empresa IECSA, entonces en poder de Ángelo Calcaterra, primo de Mauricio Macri 3200 millones de pesos. Según la Auditoría casi 4.500 millones terminaron en los bolsillos del primo del presidente Macri.

## Venta
En 2017, con motivo de la presidencia de Mauricio Macri se denuncio conflictos de interés con su primo, Calcaterra era propietario de la empresa.
En 2017 el Grupo EMES, conformado por Marcelo Mindlin y sus socios, Damián Mindlin, Gustavo Mariani. El holding incluye IECSA, Creaurban, Fidus SGR, concesiones viales y minera Geometales.  y pasó a ser presidida por Damián Mindlin, quien también asumió el rol de CEO de la compañía y renovó todo el management.

## Causas Judiciales
Una investigación judicial llevada adelante por el fiscal Franco Picardi, como derivado del escándalo de corrupción del Caso Odebrecht, que involucró a Iecsa, sostuvo a fines de 2018 que Calcaterra no había vendido realmente la empresa, permaneciendo como propietario en las sombras de la empresa, al integrar la firma offshore Emes Energía Argentina LLC, con sede en Delaware.
En 2018 su presidente, Ángelo Calcaterra, primo y socio Mauricio Macri (presidente de la Nación 2015-2019), confesó como arrepentido en la Causa de los cuadernos,La investigación de los Panamá Papers en 2016 expuso a diferentes empresas de Calcaterra por cuentas millonarias en paraísos fiscales, que a su vez el actual intendente de Lanús por el PRO, Néstor Grindetti, exejecutivo del grupo SOCMA-Sideco, también tiene estrecha vinculación con una sociedad registrada en Panamá y con cuentas en Suiza.
Junto con esa obra se denunciaron sobreprecios del 900% en obra pública llevada adelante por el macrismo. El Sindicato de Vialidad denunció en 2018 que el tramo de la ruta 8, entre Pilar y Pergamino, que había sido licitado en 2015 bajo el kirchnerismo con un presupuesto de 285 millones de pesos, pasó a costar 2500 millones en 2019, nueve veces más cuando fue entregada a la histórica constructora de los Macri, IECSA. propiedad de Calcaterra. en representación de Iecsa, al igual que las principales empresas argentinas contratistas de obras públicas.